# Nueva España (cañonero torpedero)
El cañonero torpedero Nueva España perteneciente a la clase Temerario fue un buque de la Armada Española costeado en la mayoría de su importe con las contribuciones de la colonia española de México, agrupada con aquel objeto en la Junta Patriótica Española, que solicitó en contrapartida del gobierno que fuese nombrado como Nueva España en homenaje al lugar de residencia de los donantes (México, antiguo Virreinato de Nueva España).

## Diseño

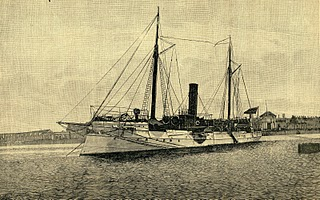
Cañonero torpedero Nueva España en 1892

Tenía proa de espolón, castillo de ballena, popa de yate y llevaba dos palos con sus picos cangrejos. Con casco de acero y veinte compartimientos estancos, fue construido a requerimiento de la Junta Patriótica Española por el Arsenal de la Carraca en Cádiz. El nombre de Veloz, primero con el que se le denominó, fue mutado por el de Nueva España por Real Orden de 2 de abril de 1889. Se puso su quilla el 1 de diciembre de 1887 y fue botado el 8 de noviembre de 1889. 
Usaba un destilador Weis para alimentar sus cuatro calderas de llama directa, dos cilíndricas a popa, para navegación a velocidad económica, y dos tipo locomotora a proa, para alta velocidad.
El alumbrado eléctrico interior constaba de 35 lámparas incandescentes de 10 bujías, dos de 500 en los costados y un proyector Magín instalado a proa. Las carboneras, en forma de cintura alrededor y sobre las calderas y máquinas, servían de protección a estas. Como medios de achique disponía de siete eyectores, seis bombas de vapor y dos centrífugas dobles para la circulación que podían tomar agua de la sentina, las cuales en su conjunto podían achicar 1.400 toneladas de agua por hora.
El Nueva España estaba dotado de un almacén de víveres para 45 días, aljibes con agua para un mes, un destilador para agua dulce y de mezcla, un servomotor para el manejo del timón y cabestrante de doble acción a vapor y a mano. Su coste total fue de dos millones y medio de pesetas.

## Historial
Gracias a la suscripción popular de los españoles que vivían en varios países hispanoamericanos se construyeron a finales del siglo XIX y principios del XX los cruceros Río de la Plata, Extremadura y el cañonero-torpedero Nueva España.
Participó en los actos del IV Centenario, donde fue uno de los buques que remolcaron a través del Atlántico las réplicas de las tres carabelas colombinas hasta Nueva York. 
Destinado en el Apostadero de La Habana, visitó México en 1897.

### Guerra hispano-estadounidense
Participó en la guerra hispano-estadounidense. El uso intensivo que de él se hizo y la falta de un adecuado mantenimiento, debido a las necesidades económicas de España, harían que al comienzo de la contienda su velocidad se hubiese visto reducida considerablemente.
Bajo el mando del teniente de navío de primera clase Eduardo Capelastegui, el Nueva España tomó parte en las dos salidas desde La Habana contra las fuerzas bloqueadoras:
- El 25 de abril de 1898, junto con otros dos cañoneros-torpederos, realizó una corta salida de reconocimiento, haciendo que poco después los bloqueadores mantuvieran frente al puerto dos monitores, cuatro pequeños cruceros, cinco cañoneros auxiliares, un torpedero y un aviso, fuerza muy superior a la bloqueada en número y potencia.

- El 14 de mayo de 1898, tras reducirse la escuadrilla bloqueadora a dos cruceros y cuatro cañoneros auxiliares, se ordenó la salida del crucero Conde de Venadito y del cañonero-torpedero Nueva España. Los buques españoles salieron más de 13 km del puerto, disparando contra los buques de los Estados Unidos, que se retiraron rehuyendo el combate. Por la noche volvieron a puerto los dos buques; al día siguiente subían a diez los buques bloqueadores. No hubo bajas ni daños en ninguna de las dos partes.

- El 10 de junio de 1898, con nueve buques de la US Navy posicionados frente al puerto de La Habana, volvieron a salir los buques españoles. Esta vez la fuerza española la integraban el crucero Conde de Venadito, los cañoneros torpederos Nueva España y Vicente Yáñez Pinzón y la lancha cañonera Flecha. Bajo el mando del jefe de Estado Mayor de la Escuadra de las Antillas, el capitán de navío José Marenco y Gualter, los buques españoles intentaron atraer a sus enemigos dentro del radio de acción de las baterías de costa. Pero los buques estadounidenses rehuyeron el combate contentándose con hacer fuego a larga distancia. Sólo un proyectil ligero alcanzó al Pinzón en el casco, sin causar daños.

Tras la guerra se firmó el Tratado de París, que en su artículo V señalaba: "[...] Serán propiedad de España banderas y estandartes, buques de guerra no apresados, armas portátiles, cañones de todos calibres...". Por este artículo regresó a España.

### Postguerra
En 1900, por Decreto del 18 de mayo del Ministerio de Marina, se describió técnicamente la situación de los buques de la Armada en ese momento y se dieron de baja 25 unidades por considerarse ineficaces. Respecto al Nueva España:

El Infanta Isabel, también sin valor militar alguno, es conveniente para el servicio de Canarias, Costa de Oro y posesiones de Guinea, y su conservación, mientras no haya otro de eficiencia militar, parece ineludible. Análogas consideraciones aconsejan conservar el Nueva España, generosa donación de nuestros hermanos de Méjico.

Repatriado tras el armisticio, se le retiró su armamento torpedero, además de desembarcar los cañones de 120 mm en 1904, quedando con un armamento de piezas Nordenfelt de tiro rápido: dos de 57 mm, cuatro de 42 mm y una ametralladora de 11 mm. Su escenario principal de servicio fueron las aguas catalanas y mallorquinas, hasta que fue dado de baja el 20 de enero de 1914.

### Buque mercante y final
Fue vendido en mayo del año siguiente a los navieros vascos Artaza y Barandiarán, de Bilbao, y tras sufrir una transformación en Santander en 1917. El 8 de junio de 1918, el Nueva España realizó sus pruebas llamándose Presen, propiedad de la Naviera Itxaso, con 383 toneladas de registro y 520 de carga y una sola hélice, nombre con el que navegó como carbonero de cabotaje hasta su desguace en 1928.